# (4417) Lecar
(4417) Lecar ist ein Hauptgürtelasteroid, der am 8. April 1931 vom deutschen Astronomen Karl Wilhelm Reinmuth von der Landessternwarte Heidelberg-Königstuhl aus entdeckt wurde.
Der Asteroid wurde nach dem US-amerikanischen Astronomen Myron Lecar benannt.